# Démographie de la Seine-Maritime
La démographie de la Seine-Maritime est caractérisée par une forte densité, une population en croissance depuis sa création.
Avec ses 1 260 205 habitants en 2022, le département français de la Seine-Maritime se situe en 17e position sur le plan national.
En six ans, de 2015 à 2021, sa population a diminué de près de 1 800 unités, c'est-à-dire de plus ou moins 300 personnes par an. Mais cette variation est différenciée selon les 708 communes que comporte le département.
La densité de population de la Seine-Maritime, 200,7 habitants par kilomètre carré en 2022, est deux fois supérieure à celle de la France entière qui est de 107,1 hab./km2 pour la même année.

## Évolution démographique du département de la Seine-Maritime
Le département a été créé par décret du 4 mars 1790. Il comporte alors sept districts (Cany, Caudebec-en-Caux, Dieppe, Gournay, Montivilliers, Neufchâtel, Rouen) et 69 cantons. Le premier recensement sera réalisé en 1801 et ce dénombrement, reconduit tous les cinq ans à partir de 1821, permettra de connaître plus précisément l'évolution des territoires.
Avec 693 683 habitants en 1831, le département représente 2,13 % de la population française, qui est alors de 32 569 000 habitants. De 1831 à 1866, il va gagner 99 085 habitants, soit une augmentation de 0,41 % moyen par an, égal au taux d'accroissement national de 0,48 % sur cette même période.
Le département poursuit sa croissance entre la Guerre franco-prussienne de 1870 et la Première Guerre mondiale avec un gain de 87 361 habitants, soit un accroissement de 11,6 % alors qu'il est de 10 % au niveau national. La population gagne 3,97 % pour la période de l'entre-deux guerres courant de 1921 à 1936 parallèlement à une croissance au niveau national de 6,9 %.
À l'instar des autres départements français, la Seine-Maritime va ensuite connaître un essor démographique important après la Seconde Guerre mondiale. 
En 2022, le département comptait 1 260 205 habitants, en évolution de +0,35 % par rapport à 2016 (France hors Mayotte : +2,11 %).
| 1791 | 1801    | 1806    | 1821    | 1826    | 1831    | 1836    | 1841    | 1846    |
| ---- | ------- | ------- | ------- | ------- | ------- | ------- | ------- | ------- |
| -    | 609 843 | 643 093 | 655 804 | 688 295 | 693 683 | 720 525 | 737 206 | 757 990 |

| 1851    | 1856    | 1861    | 1866    | 1872    | 1876    | 1881    | 1886    | 1891    |
| ------- | ------- | ------- | ------- | ------- | ------- | ------- | ------- | ------- |
| 762 039 | 769 450 | 789 988 | 792 768 | 790 022 | 798 414 | 814 068 | 833 386 | 839 876 |

| 1896    | 1901    | 1906    | 1911    | 1921    | 1926    | 1931    | 1936    | 1946    |
| ------- | ------- | ------- | ------- | ------- | ------- | ------- | ------- | ------- |
| 837 824 | 853 883 | 863 879 | 877 383 | 880 671 | 885 299 | 905 278 | 915 628 | 846 131 |

| 1954    | 1962      | 1968      | 1975      | 1982      | 1990      | 1999      | 2006      | 2011      |
| ------- | --------- | --------- | --------- | --------- | --------- | --------- | --------- | --------- |
| 941 684 | 1 035 844 | 1 113 977 | 1 172 743 | 1 193 039 | 1 223 429 | 1 239 138 | 1 243 834 | 1 251 282 |

| 2016      | 2021      | 2022      | - | - | - | - | - | - |
| --------- | --------- | --------- | - | - | - | - | - | - |
| 1 255 755 | 1 255 918 | 1 260 205 | - | - | - | - | - | - |

## Population par divisions administratives

### Arrondissements
Le département de la Seine-Maritime comporte trois arrondissements. La population se concentre principalement sur l'arrondissement de Rouen, qui recense 51 % de la population totale du département en 2022, avec une densité de 332,2 hab./km2, contre 31 % pour l'arrondissement du Havre et 18 % pour celui de Dieppe.
| Arrondissement  | Population(2022) | Variation(2022/2016)                       | Superficie(km2) | Densité(hab./km2) |
| --------------- | ---------------- | ------------------------------------------ | --------------- | ----------------- |
| Rouen           | 643 302          | en évolution de +1,94 % par rapport à 2016 | 1 936,2         | 332,2             |
| Le Havre        | 384 798          | en évolution de −0,7 % par rapport à 2016  | 1 221,2         | 315,1             |
| Dieppe          | 232 105          | en évolution de −2,15 % par rapport à 2016 | 3 120,1         | 74,4              |
| Source : Insee. |                  |                                            |                 |                   |

### Communes de plus de15 000 habitants
Sur les 708 communes que comprend le département de la Seine-Maritime, 86 ont en 2021 une population municipale supérieure à 2 000 habitants, 41 ont plus de 5 000 habitants, 21 ont plus de 10 000 habitants, onze ont plus de 15 000 habitants et six ont plus de 25 000 habitants : Le Havre, Rouen, Sotteville-lès-Rouen, Saint-Étienne-du-Rouvray, Dieppe et Le Grand-Quevilly.
Les évolutions respectives des communes de plus de 15 000 habitants sont présentées dans le tableau ci-après.
| Commune                  | Population(2022) | Variation(2022/2016)                       | Superficie(km2) | Densité(hab./km2) |
| ------------------------ | ---------------- | ------------------------------------------ | --------------- | ----------------- |
| Le Havre                 | 166 462          | en évolution de −2,28 % par rapport à 2016 | 46,95           | 3 545,5           |
| Rouen                    | 116 331          | en évolution de +5,64 % par rapport à 2016 | 21,38           | 5 441,1           |
| Sotteville-lès-Rouen     | 29 039           | en évolution de +0,17 % par rapport à 2016 | 7,44            | 3 903,1           |
| Saint-Étienne-du-Rouvray | 28 653           | en évolution de −0,15 % par rapport à 2016 | 18,25           | 1 570             |
| Dieppe                   | 28 599           | en évolution de −3,4 % par rapport à 2016  | 11,67           | 2 450,6           |
| Le Grand-Quevilly        | 25 954           | en évolution de +0,22 % par rapport à 2016 | 11,11           | 2 336,1           |
| Le Petit-Quevilly        | 21 935           | en évolution de −0,9 % par rapport à 2016  | 4,35            | 5 042,5           |
| Mont-Saint-Aignan        | 20 188           | en évolution de +6,57 % par rapport à 2016 | 7,94            | 2 542,6           |
| Fécamp                   | 17 961           | en évolution de −4,97 % par rapport à 2016 | 15,07           | 1 191,8           |
| Elbeuf                   | 15 774           | en évolution de −4,42 % par rapport à 2016 | 16,32           | 966,5             |
| Montivilliers            | 15 671           | en évolution de −1,7 % par rapport à 2016  | 19,09           | 820,9             |
| Source : Insee.          |                  |                                            |                 |                   |

## Structures des variations de population

### Soldes naturels et migratoires depuis 1968
La variation moyenne annuelle est positive mais en baisse depuis les années 1970, passant de 0,7 à −0 %.
Le solde naturel annuel qui est la différence entre le nombre de naissances et le nombre de décès enregistrés au cours d'une même année, a baissé, passant de 0,9 à 0,2 %. La baisse du taux de natalité, qui passe de 18,6 à 11,4 ‰, est en fait compensée par une hausse plus faible du taux de mortalité, qui parallèlement passe de 9,7 à 9,8 ‰.
Le flux migratoire reste négatif sur la période courant de 1968 à 2021 et est en régression, passant de −0,1 à −0,2 %. 
| Indicateurs démographiques                       | 1968 à1975 | 1975 à1982 | 1982 à1990 | 1990 à1999 | 1999 à2010 | 2010 à2015 | 2015 à2021 |
| ------------------------------------------------ | ---------- | ---------- | ---------- | ---------- | ---------- | ---------- | ---------- |
| Variation annuelle moyenne de la population en % | 0,7        | 0,2        | 0,3        | 0,1        | 0,1        | 0,1        | -0,0       |
| - due au solde naturel en %                      | 0,9        | 0,6        | 0,7        | 0,5        | 0,4        | 0,4        | 0,2        |
| - due au solde apparent des entrées sorties en % | -0,1       | -0,4       | -0,3       | -0,3       | -0,3       | -0,2       | -0,2       |
| Taux de natalité en ‰                            | 18,6       | 15,8       | 15,8       | 13,5       | 12,9       | 12,6       | 11,4       |
| Taux de mortalité en ‰                           | 9,7        | 9,4        | 9,2        | 8,8        | 8,8        | 9,0        | 9,8        |
| Source : Insee.                                  |            |            |            |            |            |            |            |

### Mouvements naturels sur la période 2014-2022
En 2014, 15 199 naissances ont été dénombrées contre 11 298 décès. Le nombre annuel des naissances a diminué depuis cette date, passant à 13 639 en 2022, indépendamment à une augmentation, mais relativement faible, du nombre de décès, avec 13 656 en 2022. Le solde naturel est ainsi négatif et diminue, passant de 3 901 à -17.
Pour des raisons techniques, il est temporairement impossible d'afficher le graphique qui aurait dû être présenté ici.

## Densité de population
En 2021, la densité était de 200,1 hab./km2.
| 1968 |  | 177.5 |  |

| 1975 |  | 186.8 |  |

| 1982 |  | 190.1 |  |

| 1990 |  | 194.9 |  |

| 1999 |  | 197.4 |  |

| 2010 |  | 199.2 |  |

| 2015 |  | 200.3 |  |

| 2021 |  | 200.1 |  |

## Répartition par sexes et tranches d'âges
La population du département est plus jeune qu'au niveau national.
En 2021, le taux de personnes d'un âge inférieur à 30 ans s'élève à 36 %, soit au-dessus de la moyenne nationale (35,1 %). À l'inverse, le taux de personnes d'âge supérieur à 60 ans est de 26,9 % la même année, alors qu'il est de 26,6 % au niveau national.
En 2021, le département comptait 603 807 hommes pour 652 111 femmes, soit un taux de 51,92 % de femmes, légèrement supérieur au taux national (51,61 %).
Les pyramides des âges du département et de la France s'établissent comme suit.
| Hommes | Classe d’âge | Femmes |
| ------ | ------------ | ------ |
| 0,7    | 90 ou +      | 1,8    |
| 6,7    | 75-89 ans    | 9,6    |
| 16,7   | 60-74 ans    | 18     |
| 19,4   | 45-59 ans    | 19     |
| 18,5   | 30-44 ans    | 17,5   |
| 19,2   | 15-29 ans    | 17,4   |
| 18,9   | 0-14 ans     | 16,7   |

| Hommes | Classe d’âge | Femmes |
| ------ | ------------ | ------ |
| 0,7    | 90 ou +      | 1,9    |
| 7,0    | 75-89 ans    | 9,5    |
| 16,6   | 60-74 ans    | 17,5   |
| 20,0   | 45-59 ans    | 19,5   |
| 18,8   | 30-44 ans    | 18,3   |
| 18,3   | 15-29 ans    | 16,7   |
| 18,6   | 0-14 ans     | 16,7   |

## Répartition par catégories socioprofessionnelles
La catégorie socioprofessionnelle des ouvriers est surreprésentée par rapport au niveau national. Avec 13,6 % en 2021, elle est 1,9 points au-dessus du taux national (11,7 %). La catégorie socioprofessionnelle des cadres et professions intellectuelles supérieures est quant à elle sous-représentée par rapport au niveau national. Avec 7,5 % en 2021, elle est 2,6 points en dessous du taux national (10,1 %).
| Catégorie socioprofessionnelle                    | 2015      | 2015 | 2021      | 2021 | Détails de l'année 2021 | Détails de l'année 2021 | Détails de l'année 2021            | Détails de l'année 2021            | Détails de l'année 2021            |
| Catégorie socioprofessionnelle                    | Nb        | %    | Nb        | %    | Hommes                  | Femmes                  | Part en % de la population âgée de | Part en % de la population âgée de | Part en % de la population âgée de |
| Catégorie socioprofessionnelle                    | Nb        | %    | Nb        | %    | Hommes                  | Femmes                  | 15 à 24 ans                        | 25 à 54 ans                        | 55 ans ou +                        |
| ------------------------------------------------- | --------- | ---- | --------- | ---- | ----------------------- | ----------------------- | ---------------------------------- | ---------------------------------- | ---------------------------------- |
| Agriculteurs exploitants                          | 5 347     | 0,5  | 5 367     | 0,5  | 4 081                   | 1 286                   | 0,1                                | 0,7                                | 0,5                                |
| Artisans, commerçants, chefs d'entreprise         | 27 386    | 2,7  | 28 999    | 2,8  | 19 616                  | 9 383                   | 0,7                                | 4,6                                | 1,6                                |
| Cadres et professions intellectuelles supérieures | 69 755    | 6,8  | 77 977    | 7,5  | 44 786                  | 33 191                  | 2,0                                | 13,1                               | 3,5                                |
| Professions intermédiaires                        | 143 183   | 14,0 | 146 942   | 14,2 | 68 780                  | 78 163                  | 8,7                                | 24,4                               | 5,1                                |
| Employés                                          | 173 451   | 16,9 | 162 982   | 15,7 | 37 157                  | 125 825                 | 14,7                               | 24,5                               | 6,5                                |
| Ouvriers                                          | 150 843   | 14,7 | 141 044   | 13,6 | 114 983                 | 26 061                  | 13,7                               | 21,6                               | 4,9                                |
| Retraités                                         | 283 444   | 27,6 | 291 719   | 28,2 | 131 074                 | 160 645                 | 0,0                                | 0,2                                | 69,3                               |
| Autres personnes sans activité professionnelle    | 172 512   | 16,8 | 181 065   | 17,5 | 72 022                  | 109 044                 | 60,1                               | 10,9                               | 8,5                                |
| Ensemble                                          | 1 025 921 | 100  | 1 036 096 | 100  | 492 498                 | 543 598                 | 100                                | 100                                | 100                                |
| Sources : Insee,.                                 |           |      |           |      |                         |                         |                                    |                                    |                                    |